# Llista d'asteroides/158901-159000
| Nom      | Designació provisional | Data de descobriment   | Lloc de descobriment | Descobridor/s |
| -------- | ---------------------- | ---------------------- | -------------------- | ------------- |
| 158901 - | 2004 QW8               | 16 d'agost de 2004     | Siding Spring        | SSS           |
| 158902 - | 2004 QW18              | 21 d'agost de 2004     | Catalina             | CSS           |
| 158903 - | 2004 QL21              | 23 d'agost de 2004     | Kitt Peak            | Spacewatch    |
| 158904 - | 2004 RN3               | 3 de setembre de 2004  | Palomar              | NEAT          |
| 158905 - | 2004 RD4               | 4 de setembre de 2004  | Palomar              | NEAT          |
| 158906 - | 2004 RS4               | 4 de setembre de 2004  | Palomar              | NEAT          |
| 158907 - | 2004 RW4               | 4 de setembre de 2004  | Palomar              | NEAT          |
| 158908 - | 2004 RA5               | 4 de setembre de 2004  | Palomar              | NEAT          |
| 158909 - | 2004 RB14              | 6 de setembre de 2004  | Siding Spring        | SSS           |
| 158910 - | 2004 RY17              | 7 de setembre de 2004  | Kitt Peak            | Spacewatch    |
| 158911 - | 2004 RU20              | 7 de setembre de 2004  | Kitt Peak            | Spacewatch    |
| 158912 - | 2004 RY21              | 7 de setembre de 2004  | Kitt Peak            | Spacewatch    |
| 158913 - | 2004 RC25              | 9 de setembre de 2004  | Ottmarsheim          | C. Rinner     |
| 158914 - | 2004 RV26              | 6 de setembre de 2004  | Palomar              | NEAT          |
| 158915 - | 2004 RX27              | 6 de setembre de 2004  | Siding Spring        | SSS           |
| 158916 - | 2004 RR32              | 7 de setembre de 2004  | Socorro              | LINEAR        |
| 158917 - | 2004 RO34              | 7 de setembre de 2004  | Socorro              | LINEAR        |
| 158918 - | 2004 RX35              | 7 de setembre de 2004  | Socorro              | LINEAR        |
| 158919 - | 2004 RM36              | 7 de setembre de 2004  | Socorro              | LINEAR        |
| 158920 - | 2004 RM43              | 8 de setembre de 2004  | Socorro              | LINEAR        |
| 158921 - | 2004 RX43              | 8 de setembre de 2004  | Socorro              | LINEAR        |
| 158922 - | 2004 RL45              | 8 de setembre de 2004  | Socorro              | LINEAR        |
| 158923 - | 2004 RN48              | 8 de setembre de 2004  | Socorro              | LINEAR        |
| 158924 - | 2004 RJ50              | 8 de setembre de 2004  | Socorro              | LINEAR        |
| 158925 - | 2004 RG55              | 8 de setembre de 2004  | Socorro              | LINEAR        |
| 158926 - | 2004 RX55              | 8 de setembre de 2004  | Socorro              | LINEAR        |
| 158927 - | 2004 RR58              | 8 de setembre de 2004  | Socorro              | LINEAR        |
| 158928 - | 2004 RJ65              | 8 de setembre de 2004  | Socorro              | LINEAR        |
| 158929 - | 2004 RW65              | 8 de setembre de 2004  | Socorro              | LINEAR        |
| 158930 - | 2004 RY66              | 8 de setembre de 2004  | Socorro              | LINEAR        |
| 158931 - | 2004 RB67              | 8 de setembre de 2004  | Socorro              | LINEAR        |
| 158932 - | 2004 RE72              | 8 de setembre de 2004  | Socorro              | LINEAR        |
| 158933 - | 2004 RM72              | 8 de setembre de 2004  | Socorro              | LINEAR        |
| 158934 - | 2004 RV72              | 8 de setembre de 2004  | Socorro              | LINEAR        |
| 158935 - | 2004 RC73              | 8 de setembre de 2004  | Socorro              | LINEAR        |
| 158936 - | 2004 RA76              | 8 de setembre de 2004  | Socorro              | LINEAR        |
| 158937 - | 2004 RR76              | 8 de setembre de 2004  | Socorro              | LINEAR        |
| 158938 - | 2004 RY77              | 8 de setembre de 2004  | Socorro              | LINEAR        |
| 158939 - | 2004 RO78              | 8 de setembre de 2004  | Socorro              | LINEAR        |
| 158940 - | 2004 RN79              | 8 de setembre de 2004  | Palomar              | NEAT          |
| 158941 - | 2004 RX88              | 8 de setembre de 2004  | Socorro              | LINEAR        |
| 158942 - | 2004 RD90              | 8 de setembre de 2004  | Socorro              | LINEAR        |
| 158943 - | 2004 RH91              | 8 de setembre de 2004  | Socorro              | LINEAR        |
| 158944 - | 2004 RO94              | 8 de setembre de 2004  | Socorro              | LINEAR        |
| 158945 - | 2004 RO105             | 8 de setembre de 2004  | Palomar              | NEAT          |
| 158946 - | 2004 RG106             | 8 de setembre de 2004  | Palomar              | NEAT          |
| 158947 - | 2004 RT107             | 9 de setembre de 2004  | Socorro              | LINEAR        |
| 158948 - | 2004 RH109             | 9 de setembre de 2004  | Socorro              | LINEAR        |
| 158949 - | 2004 RL127             | 7 de setembre de 2004  | Kitt Peak            | Spacewatch    |
| 158950 - | 2004 RS136             | 7 de setembre de 2004  | Kitt Peak            | Spacewatch    |
| 158951 - | 2004 RB141             | 8 de setembre de 2004  | Socorro              | LINEAR        |
| 158952 - | 2004 RG148             | 9 de setembre de 2004  | Socorro              | LINEAR        |
| 158953 - | 2004 RX150             | 9 de setembre de 2004  | Socorro              | LINEAR        |
| 158954 - | 2004 RE151             | 9 de setembre de 2004  | Socorro              | LINEAR        |
| 158955 - | 2004 RO152             | 10 de setembre de 2004 | Socorro              | LINEAR        |
| 158956 - | 2004 RA157             | 10 de setembre de 2004 | Socorro              | LINEAR        |
| 158957 - | 2004 RN167             | 7 de setembre de 2004  | Socorro              | LINEAR        |
| 158958 - | 2004 RM178             | 10 de setembre de 2004 | Socorro              | LINEAR        |
| 158959 - | 2004 RW197             | 10 de setembre de 2004 | Socorro              | LINEAR        |
| 158960 - | 2004 RW200             | 10 de setembre de 2004 | Socorro              | LINEAR        |
| 158961 - | 2004 RX201             | 11 de setembre de 2004 | Socorro              | LINEAR        |
| 158962 - | 2004 RA211             | 11 de setembre de 2004 | Socorro              | LINEAR        |
| 158963 - | 2004 RH216             | 11 de setembre de 2004 | Socorro              | LINEAR        |
| 158964 - | 2004 RR226             | 9 de setembre de 2004  | Socorro              | LINEAR        |
| 158965 - | 2004 RF231             | 9 de setembre de 2004  | Kitt Peak            | Spacewatch    |
| 158966 - | 2004 RE232             | 9 de setembre de 2004  | Kitt Peak            | Spacewatch    |
| 158967 - | 2004 RG232             | 9 de setembre de 2004  | Kitt Peak            | Spacewatch    |
| 158968 - | 2004 RA236             | 10 de setembre de 2004 | Socorro              | LINEAR        |
| 158969 - | 2004 RQ254             | 6 de setembre de 2004  | Palomar              | NEAT          |
| 158970 - | 2004 RW256             | 9 de setembre de 2004  | Anderson Mesa        | LONEOS        |
| 158971 - | 2004 RR272             | 11 de setembre de 2004 | Kitt Peak            | Spacewatch    |
| 158972 - | 2004 RW277             | 13 de setembre de 2004 | Kitt Peak            | Spacewatch    |
| 158973 - | 2004 RP289             | 12 de setembre de 2004 | Goodricke-Pigott     | R. A. Tucker  |
| 158974 - | 2004 RF290             | 8 de setembre de 2004  | Socorro              | LINEAR        |
| 158975 - | 2004 RT290             | 9 de setembre de 2004  | Socorro              | LINEAR        |
| 158976 - | 2004 RL292             | 10 de setembre de 2004 | Socorro              | LINEAR        |
| 158977 - | 2004 RE294             | 11 de setembre de 2004 | Kitt Peak            | Spacewatch    |
| 158978 - | 2004 RW300             | 11 de setembre de 2004 | Kitt Peak            | Spacewatch    |
| 158979 - | 2004 RM301             | 11 de setembre de 2004 | Kitt Peak            | Spacewatch    |
| 158980 - | 2004 RG306             | 12 de setembre de 2004 | Socorro              | LINEAR        |
| 158981 - | 2004 RD307             | 12 de setembre de 2004 | Socorro              | LINEAR        |
| 158982 - | 2004 RT311             | 14 de setembre de 2004 | Socorro              | LINEAR        |
| 158983 - | 2004 RX311             | 15 de setembre de 2004 | Anderson Mesa        | LONEOS        |
| 158984 - | 2004 RN323             | 13 de setembre de 2004 | Socorro              | LINEAR        |
| 158985 - | 2004 RB330             | 13 de setembre de 2004 | Kitt Peak            | Spacewatch    |
| 158986 - | 2004 RY330             | 15 de setembre de 2004 | Kitt Peak            | Spacewatch    |
| 158987 - | 2004 RC342             | 9 de setembre de 2004  | Socorro              | LINEAR        |
| 158988 - | 2004 SP2               | 17 de setembre de 2004 | Socorro              | LINEAR        |
| 158989 - | 2004 SJ10              | 16 de setembre de 2004 | Siding Spring        | SSS           |
| 158990 - | 2004 SJ15              | 17 de setembre de 2004 | Anderson Mesa        | LONEOS        |
| 158991 - | 2004 SK15              | 17 de setembre de 2004 | Anderson Mesa        | LONEOS        |
| 158992 - | 2004 SA23              | 17 de setembre de 2004 | Kitt Peak            | Spacewatch    |
| 158993 - | 2004 SK24              | 17 de setembre de 2004 | Kitt Peak            | Spacewatch    |
| 158994 - | 2004 SB29              | 17 de setembre de 2004 | Socorro              | LINEAR        |
| 158995 - | 2004 SH31              | 17 de setembre de 2004 | Socorro              | LINEAR        |
| 158996 - | 2004 SF36              | 17 de setembre de 2004 | Socorro              | LINEAR        |
| 158997 - | 2004 SZ37              | 17 de setembre de 2004 | Socorro              | LINEAR        |
| 158998 - | 2004 SC39              | 17 de setembre de 2004 | Socorro              | LINEAR        |
| 158999 - | 2004 SN40              | 17 de setembre de 2004 | Socorro              | LINEAR        |
| 159000 - | 2004 SA41              | 17 de setembre de 2004 | Socorro              | LINEAR        |